# 索约尔
索约尔（匈牙利語：Szajol）是匈牙利亚斯-瑙吉孔-索尔诺克州所辖的一个村，总面积36.97平方公里，总人口3886，人口密度105.1人/平方公里（2010年1月1日）。